# Società Sportiva Chieti 1971-1972
Questa voce raccoglie le informazioni riguardanti la Società Sportiva Chieti nelle competizioni ufficiali della stagione 1971-1972.

## Rosa
| N. |                   | Ruolo | Calciatore        |
| -- | ----------------- | ----- | ----------------- |
|    | Italia (bandiera) | P     | Carlo Della Corna |
|    | Italia (bandiera) | P     | Claudio Garzelli  |
|    | Italia (bandiera) | P     | Gino Rulli        |
|    | Italia (bandiera) | D     | Giorgio Bacchi    |
|    | Italia (bandiera) | D     | Doriano Buoso     |
|    | Italia (bandiera) | D     | Giuseppe Cerone   |
|    | Italia (bandiera) | D     | Bruno Mayer       |
|    | Italia (bandiera) | D     | Italo Rossetto    |
|    | Italia (bandiera) | C     | Romeo Campagnola  |
|    | Italia (bandiera) | C     | Agostino Flaborea |
|    | Italia (bandiera) | C     | Antonio Lancioni  |
|    | Italia (bandiera) | C     | Raffaele Lippo    |
|    | Italia (bandiera) | C     | Giovanni Marongiu |

| N. |                   | Ruolo | Calciatore         |
| -- | ----------------- | ----- | ------------------ |
|    | Italia (bandiera) | C     | Bruno Pinna        |
|    | Italia (bandiera) | C     | Ferdinando Sena    |
|    | Italia (bandiera) | C     | Aleandro Taddei    |
|    | Italia (bandiera) | C     | Giovanni Zanotti   |
|    | Italia (bandiera) | A     | Gianluigi Azzoni   |
|    | Italia (bandiera) | A     | Walter Berardi     |
|    | Italia (bandiera) | A     | Angelo Calisti     |
|    | Italia (bandiera) | A     | Pasquale Cavicchia |
|    | Italia (bandiera) | A     | Gaetano Pasetto    |
|    | Italia (bandiera) | A     | Vani Peressin      |
|    | Italia (bandiera) | A     | Giuseppe Scicolone |
|    | Italia (bandiera) |       | Grimaldi           |